# 香川県幼稚園の廃園一覧
香川県幼稚園の廃園一覧（かがわけんようちえんのはいえんいちらん）は、香川県内の廃園となった幼稚園の一覧。対象となるのは、学制改革（1947年）以降に廃園となった幼稚園、及び分園である。園名は廃園当時のもの。廃園時に幼稚園（分園）が所在していた自治体がその後、合併により消滅している場合は、現行の自治体に含む。その他、現在休園中の県内の幼稚園や分園も事実上廃園となっているものが多いため、参考として本項に記載する。
（）内は、廃園になった年（もしくは、休園の措置が取られた年）、統合先の幼稚園など。明確な月日が記載されていないものは、3月31日付の廃園とする。

## 高松市
- 高松市立庵治幼稚園（2012年高松市立庵治保育所と統合し庵治こども園へ）[1]
- 高松市立川東幼稚園（2017年高松市立川東保育所と統合し川東こども園へ）[2]
- 新田幼稚園〈旧〉（2017年幼保連携型認定こども園新田幼稚園〈新〉へ移行）[3]
- 高松市立檀浦幼稚園（2019年高松市立屋島保育所と統合し[4]高松市屋島こども園へ）
- 高松市立林幼稚園（2020年高松市立林保育所と統合し林こども園へ）
- 高松市立山田幼稚園（2020年高松市立川島保育所と統合し川島こども園[5]へ）[6]
- 高松市立田井幼稚園（2020年休園）[7]
- 高松市立浅野幼稚園（2021年高松市立浅野保育所と統合し浅野こども園へ）[8]
- 高松市立春日幼稚園（2024年）[9]

## 丸亀市
- 丸亀市立城北幼稚園[注釈 1]
- 丸亀市立東幼稚園（2000年）[10]
- 丸亀市立西幼稚園（2024年丸亀市立中央保育所と統合し城乾こども園へ）[11]

## 坂出市
- 坂出市立坂出幼稚園（2005年統合により坂出市立坂出中央幼稚園へ）[12]
- 坂出市立西庄幼稚園（同上）[12]
- 坂出市立金山幼稚園（同上）[12]
- 坂出市立東部幼稚園（同上）[12]
- 坂出市立西部幼稚園（同上）[12]
- 坂出市⽴瀬居幼稚園（2018年休園）
- 坂出市立府中幼稚園（2020年坂出市立府中保育所と統合し府中こども園へ）[13]
- 坂出市立川津幼稚園（2022年坂出市立川津こども園へ移行）[14]

## 観音寺市
- 松栄幼稚園
- 観音寺市立木之郷幼稚園（2003年）
- 観音寺市立柞田幼稚園（2019年統合により観音寺中央幼稚園へ）[15]
- 観音寺市立豊田幼稚園（同上）[15]
- 観音寺市立一ノ谷幼稚園（同上）[15]
- 観音寺市立観音寺幼稚園（2021年[16]観音寺市立観音寺こども園[17]へ移行）
- 観音寺市立大野原幼稚園（2022年観音寺市立大野原こども園へ移行）[14]

## さぬき市
- さぬき市立前山幼稚園（2000年休園〈当時：長尾町立〉、2017年廃園）[18]
- さぬき市立志度南幼稚園（2007年さぬき市立志度幼稚園へ統合）[18]
- さぬき市立志度東幼稚園（同上）[18]
- さぬき市立志度幼稚園末分園（2007年休園、2009年廃園）[18]
- さぬき市立中央幼稚園（2014年統合によりさぬき北幼稚園へ）[18]
- さぬき市立鴨部幼稚園（同上）[18]
- さぬき市立小田幼稚園（同上）[18]
- さぬき市立富田幼稚園（2015年松尾幼稚園と統合しさぬき市立さぬき南幼稚園へ）[18]
- さぬき市立松尾幼稚園（2015年富田幼稚園と統合しさぬき南幼稚園へ）[18]
- さぬき市立津田幼稚園（2019年鶴羽幼稚園と統合しさぬき市立津田こども園へ）[18]
- さぬき市立鶴羽幼稚園（2019年津田幼稚園と統合し津田こども園へ）[18]
- さぬき市立さぬき北幼稚園（2024年）[19]

## 東かがわ市
- 東かがわ市立本町幼稚園（2022年）[14]

## 三豊市
- 三豊市立辻幼稚園（2020年統合により三豊市立山本幼稚園へ）[20]
- 三豊市立河内幼稚園（同上）[20]
- 三豊市立大野幼稚園（同上）[20]
- 三豊市立神田幼稚園（同上）[20]
- 三豊市立財田幼稚園（2021年財田保育所と統合し[21]三豊市立財田こども園[22]へ）
- 三豊市立平石幼稚園（2022年三豊市立仁尾こども園へ移行）[14]

## 小豆郡
- 土庄町立戸形幼稚園（2004年）[23]
- 小豆島町立西村幼稚園（2007年草壁幼と統合し小豆島町立星城幼稚園へ）
- 小豆島町立草壁幼稚園（2007年西村幼と統合し星城幼稚園へ）
- 小豆島町立旭幼稚園（2022年休園）[14]

## 木田郡
- 三木町立平井幼稚園（2018年統合により三木町立ししの子幼稚園へ）[24]
- 三木町立平井幼稚園池戸分園（同上）[24]
- 三木町立平井幼稚園井上分園（同上）[24]

## 仲多度郡
- 琴平町立北幼稚園（2022年[14]琴平町立北保育所と統合し琴平町立北こども園へ[25]）
- 琴平町立南幼稚園（2022年琴平町立南幼稚園へ移行）[14]
- 多度津町立白方幼稚園（2022年）[14]
- まんのう町立仲南北幼稚園（2015年仲南東幼稚園およびまんのう町立仲南保育所と統合しまんのう町立仲南こども園へ）[26]
- まんのう町立仲南東幼稚園（2015年仲南北幼稚園および仲南保育所と統合し仲南こども園へ）[26]